# جمانة (اسم)
جمانة كلمة عربية وهي أيضا اسم علم عربي مؤنث وتعني اللؤلو الصغير اللؤلؤ وجمعها:جمان.

## شخصيات تاريخية
- جمانة بنت أبي طالب
- جمانة الباهلي (ذكر)

## شخصيات حالية
- جمانة حداد
- جمانة نمور
- جمانة الزنجي
- جمانة الحسيني